# Hoofdklasse (Schach) 1983/84
In der Hoofdklasse 1983/84 wurde die 61. niederländische Mannschaftsmeisterschaft im Schach ausgespielt. 
Der L&T/Eindhovense SV gab nur ein einziges Unentschieden gegen den Titelverteidiger Volmac Rotterdam (der sich mit dem dritten Platz begnügen musste) ab und hatte schon vor der letzten Runde den Titel des niederländischen Mannschaftsmeisters sicher. Aus der Klasse 1 waren De Variant Breda und der SV Zukertort Amstelveen aufgestiegen. Beide Aufsteiger erreichten den Klassenerhalt, absteigen mussten Vereenigd Amsterdamsch Schaakgenootschap/Amsterdamsch Schaakclub und Utrecht.

## Spieltermine
Die Wettkämpfe wurden ausgetragen am 17. September, 8. Oktober, 20. November, 10. Dezember 1983, 7. Januar, 4. Februar, 10. und 31. März und 28. April 1984.

## Abschlusstabelle
| Pl.  | Verein                                                           | Sp | G | U | V | MP   | Brett-P.  |
| ---- | ---------------------------------------------------------------- | -- | - | - | - | ---- | --------- |
| 01.  | L&T/Eindhovense SV                                               | 9  | 8 | 1 | 0 | 17:1 | 57,5:32,5 |
| 02.  | De Variant Breda (N)                                             | 9  | 5 | 2 | 2 | 12:6 | 51,0:39,0 |
| 03.  | Volmac Rotterdam (M)                                             | 9  | 5 | 2 | 2 | 12:6 | 49,5:40,5 |
| 04.  | Desisco/Watergraafsmeer                                          | 9  | 5 | 1 | 3 | 11:7 | 47,0:43,0 |
| 05.  | SV Zukertort Amstelveen (N)                                      | 9  | 4 | 2 | 3 | 10:8 | 47,5:42,5 |
| 06.  | Hilversums Schaakgenootschap                                     | 9  | 4 | 1 | 4 | 9:9  | 42,0:48,0 |
| 07.  | Philidor Leiden                                                  | 9  | 3 | 1 | 5 | 7:11 | 39,0:51,0 |
| 08.  | Philidor Leeuwarden                                              | 9  | 2 | 1 | 6 | 5:13 | 41,0:49,0 |
| 09.  | Vereenigd Amsterdamsch Schaakgenootschap/Amsterdamsch Schaakclub | 9  | 1 | 2 | 6 | 4:14 | 38,5:51,5 |
| 010. | Utrecht                                                          | 9  | 1 | 1 | 7 | 3:15 | 37,0:53,0 |

### Entscheidungen
|     | Niederländischer Mannschaftsmeister: L&T/Eindhovense SV                                              |
|     | Absteiger in die Klasse 1: Vereenigd Amsterdamsch Schaakgenootschap/Amsterdamsch Schaakclub, Utrecht |
| (M) | Meister der letzten Saison                                                                           |
| (N) | Aufsteiger der letzten Saison                                                                        |

### Kreuztabelle
| Ergebnisse | Ergebnisse                                                       | 01. | 02. | 03. | 04. | 05. | 06. | 07. | 08. | 09. | 010. |
| ---------- | ---------------------------------------------------------------- | --- | --- | --- | --- | --- | --- | --- | --- | --- | ---- |
| 01.        | L&T/Eindhovense SV                                               |     | 6   | 5   | 8   | 7   | 6½  | 7   | 6   | 6½  | 5½   |
| 02.        | De Variant Breda                                                 | 4   |     | 4   | 6   | 5   | 7½  | 7   | 7   | 5½  | 5    |
| 03.        | Volmac Rotterdam                                                 | 5   | 6   |     | 4½  | 5½  | 3½  | 7   | 5½  | 5   | 7½   |
| 04.        | Desisco/Watergraafsmeer                                          | 2   | 4   | 5½  |     | 5   | 8½  | 6   | 6½  | 7   | 2½   |
| 05.        | SV Zukertort Amstelveen                                          | 3   | 5   | 4½  | 5   |     | 5½  | 6½  | 4½  | 7½  | 6    |
| 06.        | Hilversums Schaakgenootschap                                     | 3½  | 2½  | 6½  | 1½  | 4½  |     | 5   | 5½  | 5½  | 7½   |
| 07.        | Philidor Leiden                                                  | 3   | 3   | 3   | 4   | 3½  | 5   |     | 5½  | 5½  | 6½   |
| 08.        | Philidor Leeuwarden                                              | 4   | 3   | 4½  | 3½  | 5½  | 4½  | 4½  |     | 5   | 6½   |
| 09.        | Vereenigd Amsterdamsch Schaakgenootschap/Amsterdamsch Schaakclub | 3½  | 4½  | 5   | 3   | 2½  | 4½  | 4½  | 5   |     | 6    |
| 10.        | Utrecht                                                          | 4½  | 5   | 2½  | 7½  | 4   | 2½  | 3½  | 3½  | 4   |      |